# Johann Lebrecht Eggink

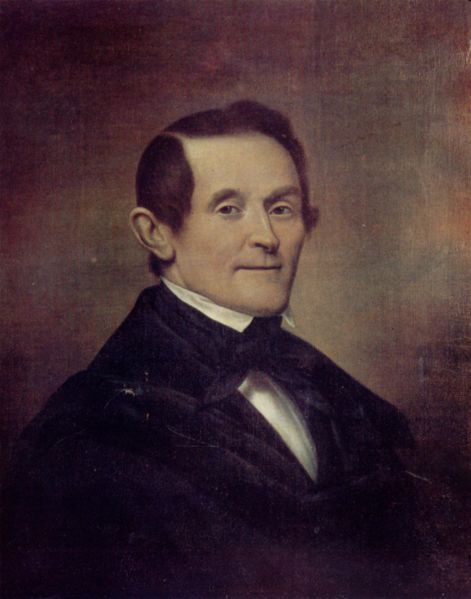
Selbstporträt 1844

Johann Lebrecht Eggink (auch Johann Leberecht Eggink, russisch Иван Егорович Эггинк; * 20. Novemberjul. / 1. Dezember 1784greg. auf dem Gut Pewicken (Pievikas muiža, heute im Dorf Rīva bei Pāvilosta), Kurland; † 7. Märzjul. / 19. März 1867greg. in Mitau) war ein deutschbaltischer Historienmaler und Porträtist.

## Leben und Werk
Eggink war der uneheliche Sohn der lettischen Wirtschafterin Lovisa Brīviņa und des Gutsherrn Friedrich Diedrich Freiherr Knigge (1748–1803). Er benutzte den rückwärts gelesenen Namen seines Vaters als Decknamen. Eggink lernte Malerei 1811–1812 an der Kaiserlichen Universität Dorpat, 1813–1814 studierte an der Russischen Kaiserlichen Kunstakademie in Sankt Petersburg als Gasthörer. Damals wurde er Mitglied einer Freimaurerloge. Danach kam er nach Dresden, Berlin, Bonn, München und nach Italien, wo er sich hauptsächlich mit der Historienmalerei beschäftigte.
1822 wurde er in Verona vom Kaiser Alexander I. empfangen, der dort am Kongress teilnahm, und stellte ihm einige seiner Werke vor, wie „Die Taufe Russlands/Großfürst Vladimir wählt die Religion“, sowie Kopien von Bildern italienischer Maler, wie Raffael und Tizian. Der Kaiser hat diese Bilder erworben und der junge Maler erhielt ein Stipendium für einen sechsjährigen Aufenthalt in Rom. 1828 wurde er Korrespondenzmitglied der Römischen St. Lukasakademie.
Nach der Heimkehr 1829 wurde Eggink 1833 zum klassenlosen Künstler und 1834 für das Porträt des Fabeldichters Iwan Andrejewitsch Krylow zum Mitglied der Kaiserlichen Akademie der Künste in Sankt Petersburg ernannt. Er ließ sich in Mitau nieder und unterrichtete 1837–1858 Zeichnen am dortigen Gymnasium.

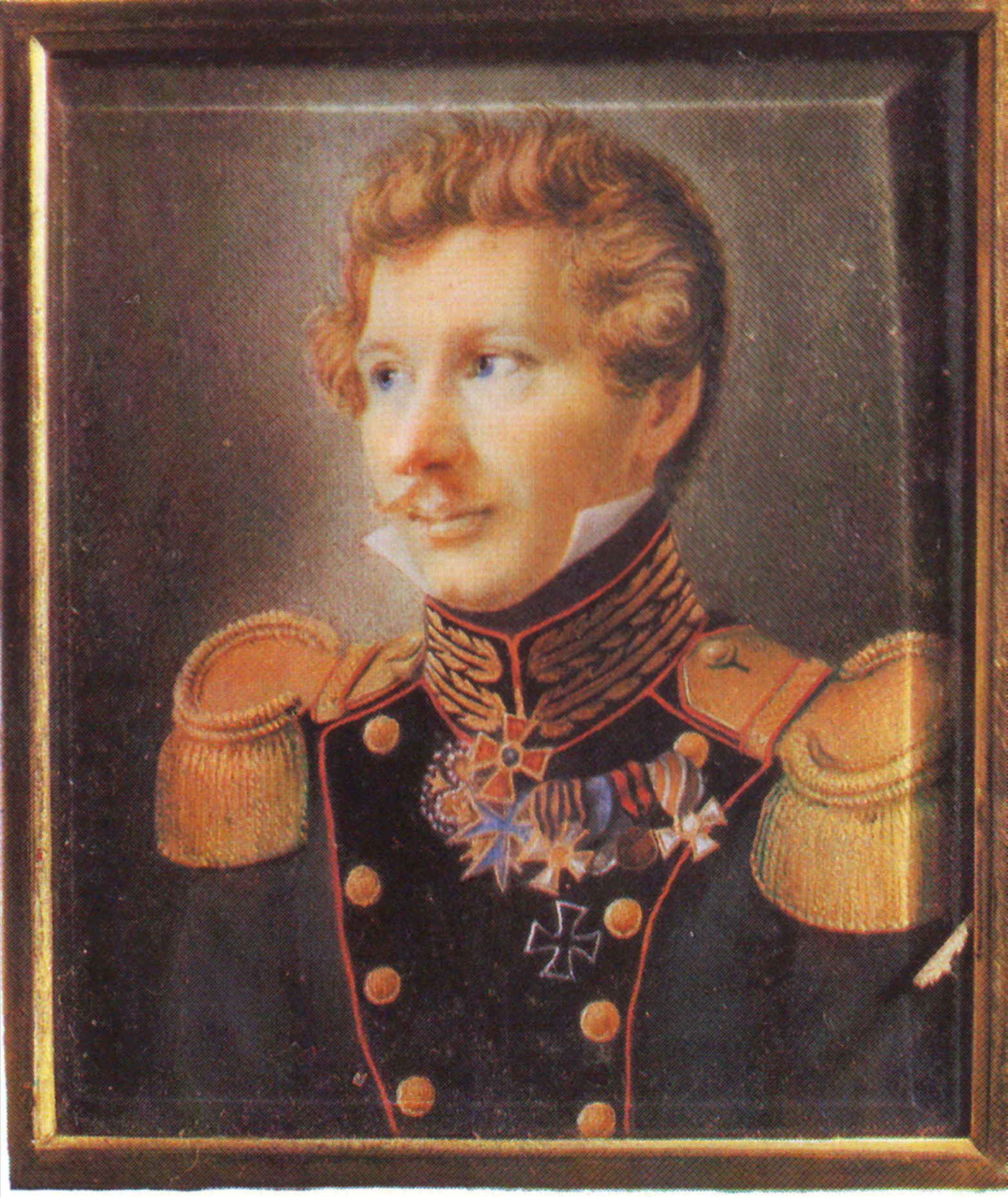
Porträt Anton Bistrom
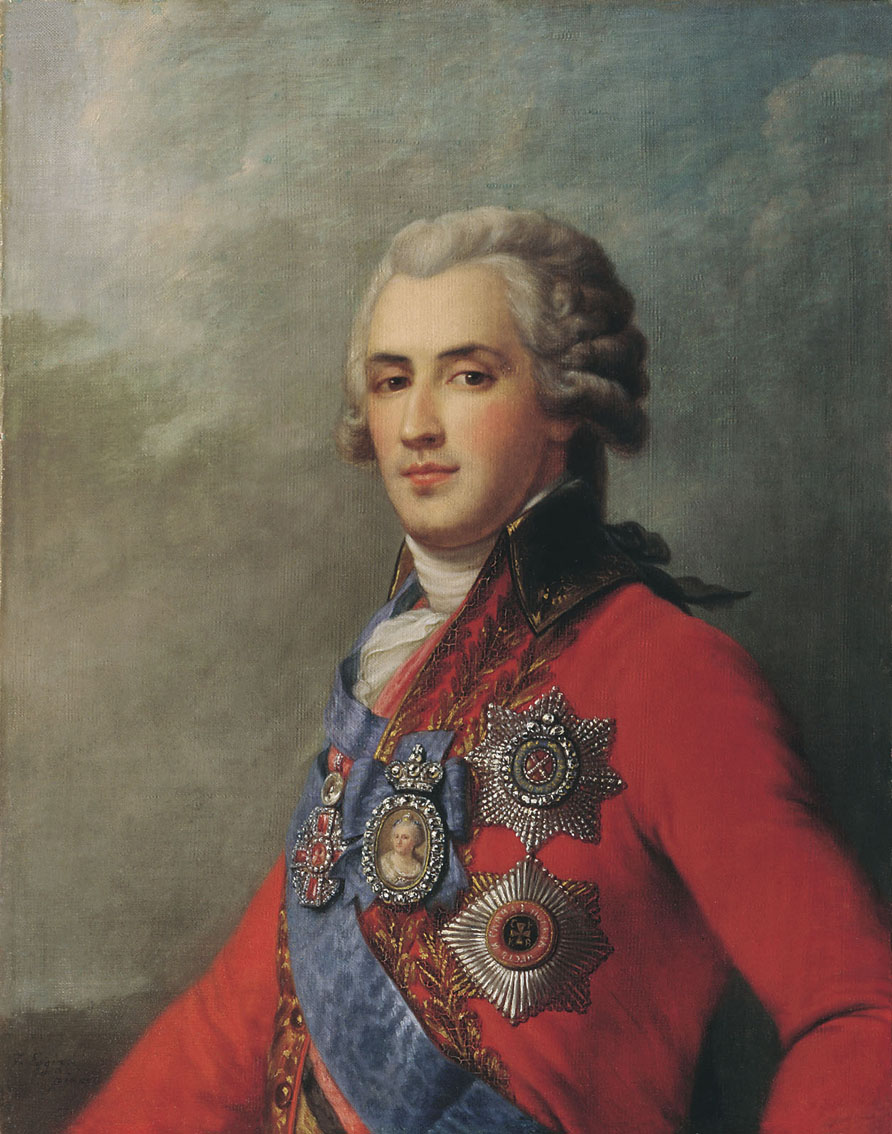
Porträt Platon Zubow
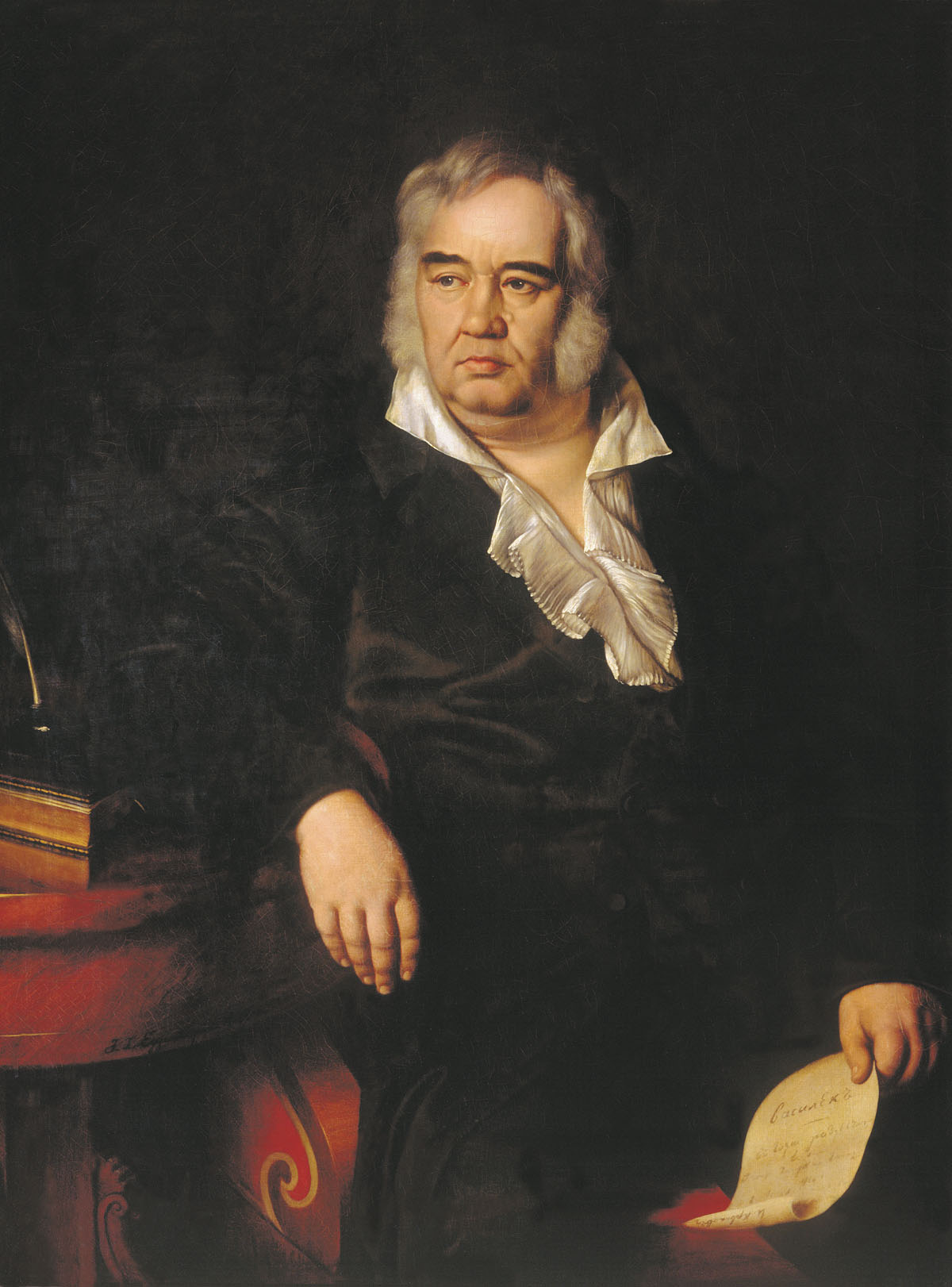
Porträt Iwan Krylow
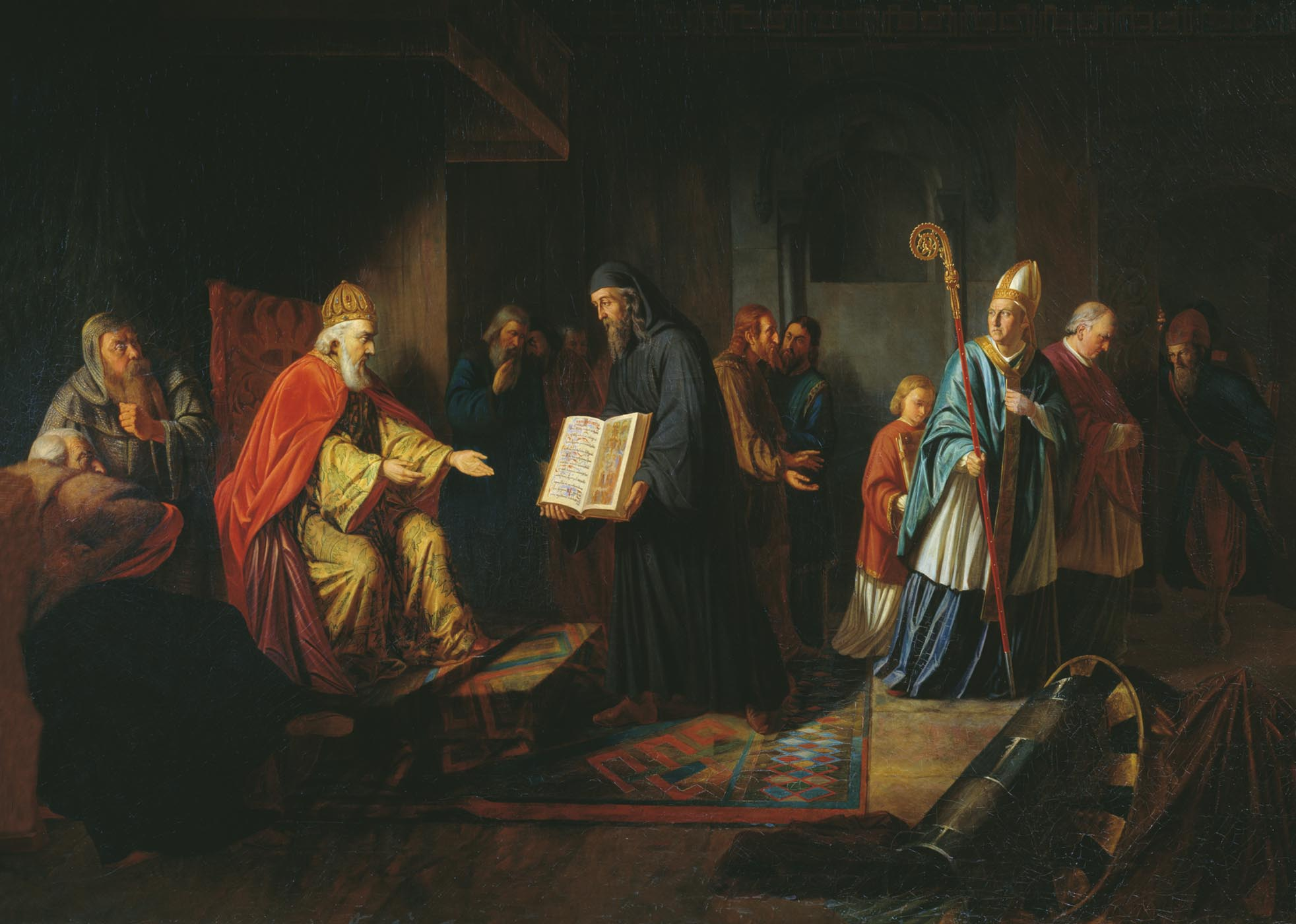
Die Taufe Russlands
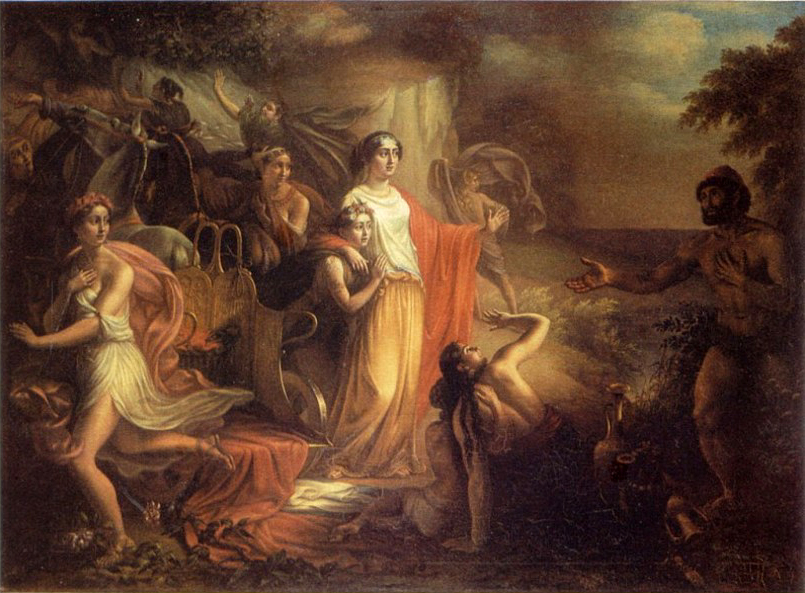
Odsseus und Nausikaa
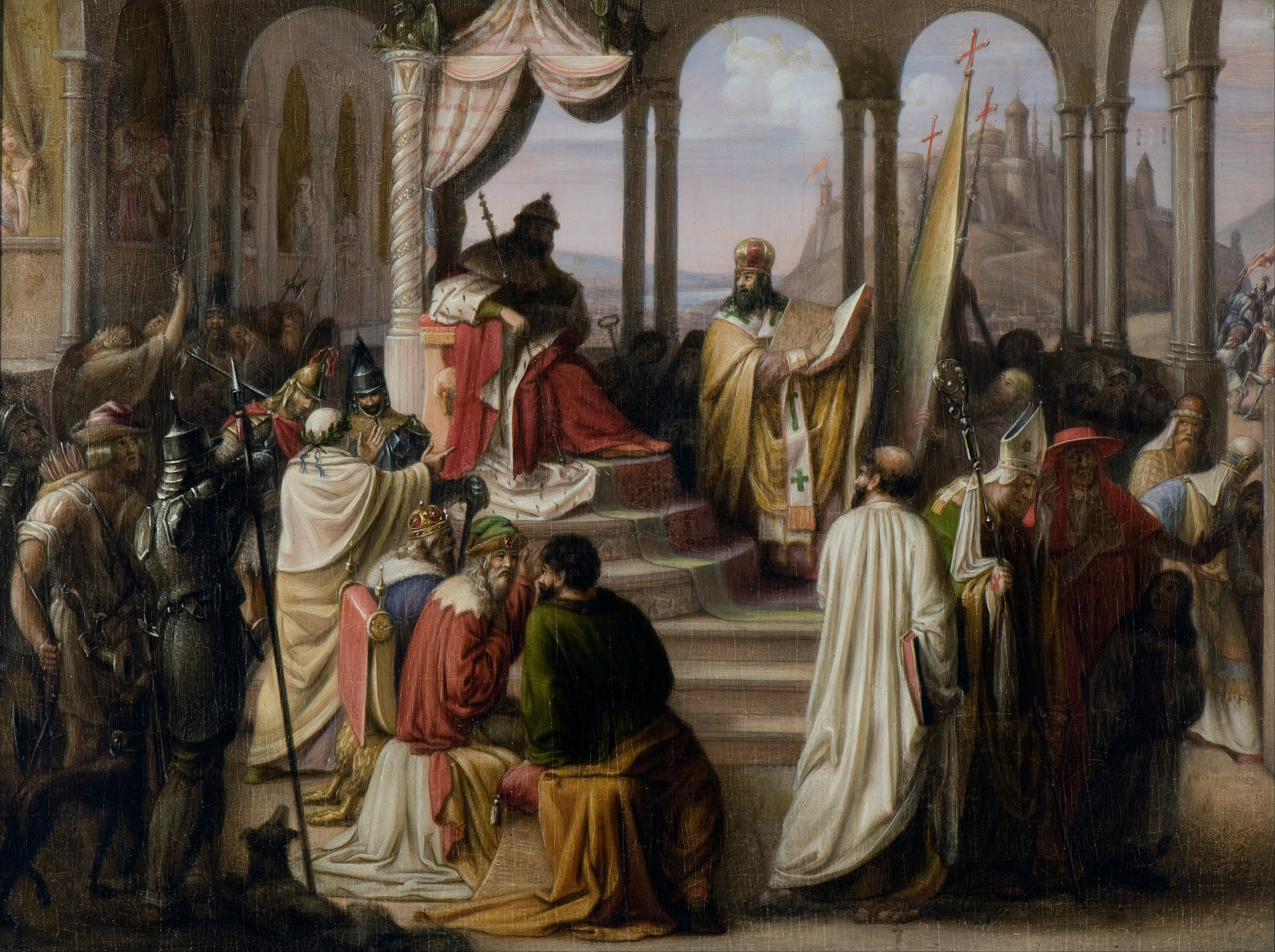
Prinz Wladimirs religiöse Auseinandersetzung am russischen Hof im Jahr 988